# Arising Empire
Arising Empire est un label discographique allemand de punk rock, rock, rock alternatif, post-hardcore et toutes les formes et filiales du metalcore. Il est fondé en 2015 à Donzdorf, dans le Bade-Wurtemberg.

## Histoire
Arising Empire est fondé en 2015 par Markus Staiger, propriétaire de Nuclear Blast, et Tobbe Falarz, ancien manager de People Like You Records. Il s'agissait, en plus de l'ancienne filiale SharpTone Records, fondée peu après Arising Empire, d'un sous-label de Nuclear Blast. La distribution est prise en charge par Warner Music à l'époque. La plupart des groupes qui sont et sont toujours signés sur le label sont originaires d'Europe centrale, d'Allemagne en particulier, tandis que certains groupes comme Imminence, Royal Republic et AVIANA viennent de Suède, Novelists et LANDMVRKS (de France), ainsi que For the Fallen Dreams et Lionheart qui viennent des États-Unis, et One Morning Left (de Finlande).
Les premiers groupes signés par le label sont Amor, Imminence, Novelists et GWLT La première sortie du label est l'album Souvenirs du groupe français de metalcore progressif Novelists, le 11 novembre 2015.
Le 22 juin 2020, à l'apogée de Covid-19, Arising Empire est racheté par un autre label allemand, Kontor Records, une filiale de la société de médias basée en Allemagne, Edel Music AG.